# Coronación de la Virgen (Fra Angelico, Louvre)
La Coronación de la Virgen es un cuadro del maestro italiano del Renacimiento temprano Fra Angelico, realizado alrededor de 1434-1435 en Fiesole (Florencia). Ahora se encuentra en el Musée du Louvre de París, Francia. El artista ejecutó otra Coronación de la Virgen (c. 1432), ahora en los Uffizi en Florencia.

## Historia
Se cree que la obra no fue pintada originalmente hacia 1434 (unos años después del cuadro similar de los Uffizi) para el convento de San Domenico de Fiesole, cerca de Florencia, donde Fra Angelico era fraile dominico y para el que pintó también el Retablo de Fiesole (1424-1425) y la Anunciación que ahora se encuentra en el Museo del Prado. Algunos historiadores de arte, como John Pope-Hennessy, datan el retablo para después del regreso del pintor de Roma (1450), relacionándolo posteriormente con el Retablo de Santa Lucía dei Magnoli de Domenico Veneziano (c. 1445) o los tabernáculos góticos de los Padres de la Iglesia entre los frescos de la Capilla Nicolina del Vaticano (1446-1448). 

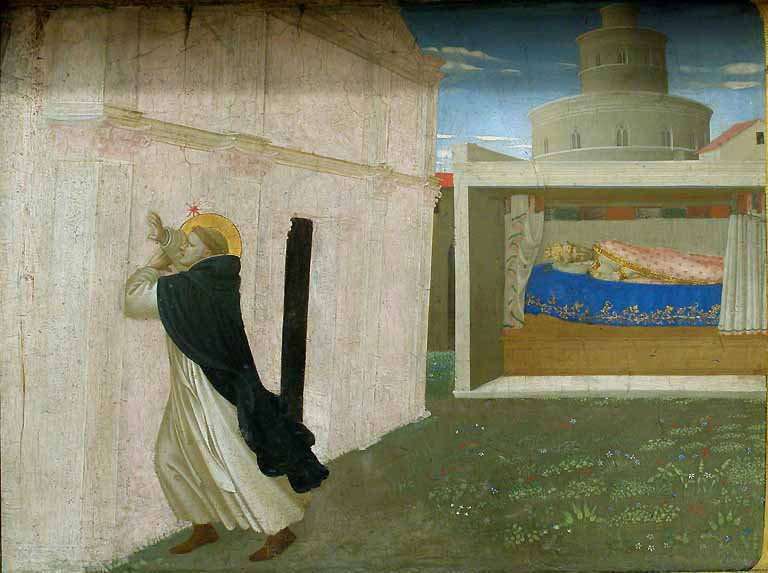
Detalle de la predela con el Sueño de Inocencio III.

El cuadro fue llevado a Francia a raíz de los saqueos de las guerras napoleónicas. Al igual que otras obras de arte, no se devolvió con la excusa de su gran tamaño.

## Descripción
La obra presenta varias diferencias con respecto a la anterior Coronación que se encuentra en los Uffizi. El fondo dorado ha desaparecido, sustituido por un cielo azul claro más realista. La composición es más avanzada, quizá inspirada en la innovación introducida por Masaccio. Angelico representa aquí un rico ciborio con triple parteluz gótico, sostenido por una serie de escalones de mármol policromado, como escenario de la Incoronación. Elementos como las columnas retorcidas muestran similitudes con los tabernáculos pintados en los frescos de la Capilla Nicolina de Roma.

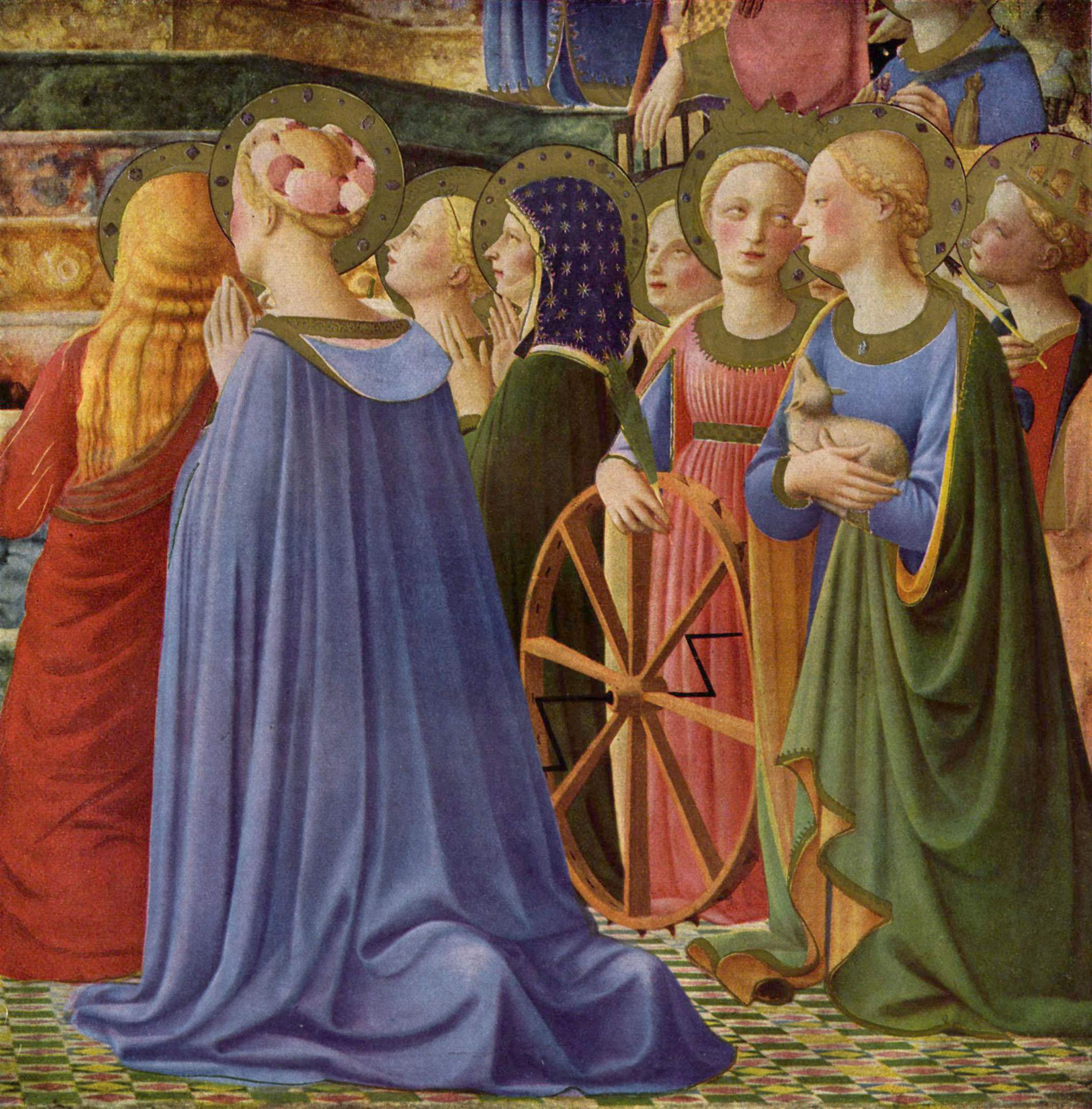
Detalle.

Como en el cuadro de Florencia, los ángeles y los santos forman la audiencia al lado de la escena central, pero las figuras están más definidas y algunas se muestran desde atrás, y las baldosas del pavimento están pintadas según la perspectiva geométrica. Pope-Hennessy supuso que los ángeles estaban influenciados por los de la capilla de San Brizio de la catedral de Orvieto (1447).
La obra se ejecutó con la amplia ayuda de asistentes, especialmente en el lado derecho: por ejemplo, la rueda de Santa Catalina está pintada de manera aproximada y algunos de los santos de este lado tienen rostros menos expresivos.
La pintura tiene una predela con escenas que retratan los Milagros de Santo Domingo y, en el medio, la Resurrección de Cristo. Como en otras obras de Angelico, las escenas de la predela muestran un amplio uso de la perspectiva geométrica, realzado por el empleo de arquitecturas alternativamente vacías y llenas.